# Minđušari
Minđušari su bili rok sastav koji je nastalo krajem 1992. godine u Kninu.
Rođeni Kninjanin Srđan Čoko okupio je grupu i bio prvi tekstopisac. Godine 1993. Minđušari su snimili prvi album pod nazivom Minđušari i to u sastavu: Aleksandar Ardalić – Lene (gitara i vokal), Vladimir Zelembaba – Zele (gitara), Nenad Kamjanac – Nešo (bubnjevi) i Mirko Bjedov – Miki (bas gitara). Gost na albumu bio je Bora Đorđević koji će kasnije sve vrijeme biti uz Minđušare. Na albumu ima devet pjesama koje su rađene u studiju „Akademija“ u Beogradu, a kao producent se potpisuje Bane Majo. Izdavač albuma Minđušari je diskografska kuća „Phono Roma“ iz Rima.
Godine 1994. Minđušari su snimili svoj drugi album pod nazivom Minđušari – Idem do kraja i to u sastavu: Aleksandar Ardalić Lene, Vladimir Zelembaba Zele, Nenad Kamjanac Nešo i Mirko Bjedov Miki. Gosti na albumu bili su Bora Đorđević, Dejan Cukić, Vicko Milatović, Vidoje Božinović, a kao producenti se pojavljuju Vlada Barjaktarević i Miša Aleksić. Sve pjesme su snimljene u studiju „Pink“ u Zemunu. Izdavač ovog albuma je W.I.T. i PGP RTS Beograd.
Čoko je 2. maja 1995. poginuo u Okučanima na zapadnoslavonskom ratištu.
Godine 1998. izlazi treći album pod nazivom Minđušari – Da uz mene ostariš u izmijenjenom sastavu: Aleksandar Ardalić Lene, Mirko Bjedov Miki, Nenad Kamjanac Nešo, Denis Višić, Branislav Bjelić. Kompletan album rađen je u studiju Laze Ristovskog. Na albumu gostuje Aca Lukas, a Vicko Milatović je na muziku Lenka Ardalića napisao pjesmu „Ako sada odeš“. Minđušari se pojavljuju kao gosti na albumu narodne krajiške grupe Jandrino Jato u pjesmi „Gori gora“ 2006. godine, koju izvode sa Jandrinim jatom i u narednim godinama, kao što je to bilo u Banjaluci 2023. godine, gdje su Minđušari bili muzička pratnja Jandrinom jatu.

## Diskografija

### Albumi
- 1993. Armija srpska
- 1994. Idem do kraja
- 1998. Da uz mene ostariš

### Singlovi
- 2006. Gori gora